# African Transformation Movement
Das African Transformation Movement (kurz ATM; deutsch etwa: „Afrikanische Umformungsbewegung“) ist eine im Mai 2018 gegründete politische Partei in Südafrika. Sie nahm erstmals an den Wahlen 2019 teil.

## Geschichte
Die Partei wurde im Mai 2018 als politischer Arm des South African Council of Messianic Churches in Christ (SACMCC) gegründet, die als evangelikal gelten und nach eigenen Angaben mehrere Millionen Gläubige vertreten. Verwiesen wurde auf die angeblich untergeordnete Rolle, die die Kirchen der African Independent Churches gegenüber den etablierten Kirchen spielten. Anfangs hieß die Partei African Transformation Congress, der Name musste laut Parteiangaben auf Drängen der Independent Electoral Commission wegen der Verwechslungsgefahr mit anderen Congress-Parteien umbenannt werden. Zum ersten Präsidenten und Vorsitzenden wurde Vuyolwethu Zungula gewählt. Parteiinterner Chairman der Provinz Ostkap wurde Veliswa Mvenya, der dieses Amt zuvor für die Democratic Alliance ausgeübt hatte. Zu den weiteren Mitgliedern gehört der ehemalige Abgeordnete der Economic Freedom Fighters Zolile Xhalisa. Bei den Wahlen in Südafrika 2019, zu denen die Partei erstmals antrat, erreichte sie 0,44 % und zwei Sitze. Außerdem ist sie seither in den Provinzversammlungen von Ostkap und KwaZulu-Natal mit jeweils einem Abgeordneten vertreten.
Im Nachgang der Wahlen wird untersucht, ob Generalsekretär Ace Magashule vom regierenden African National Congress (ANC) an der Gründung beteiligt war, um den früheren Präsidenten Jacob Zuma (ebenfalls ANC) gegen den amtierenden Präsidenten Cyril Ramaphosa zu unterstützen.

## Struktur und Programm
Die Partei wird von einem Präsidenten geführt. Entscheidungen der Partei fällt SACMCC per Ratsbeschluss.
Das Parteiemblem ist ein fünfzackiger Stern in den Farben schwarz, blau, grün und gelb mit der Abkürzung ATM auf einem zacken und Name und dem Motto rechts neben dem Stern. Das Motto lautet Transforming society for a better tomorrow (etwa: „Die Gesellschaft für ein besseres Morgen umformen“) und ähnelt dem Motto der SACMCC, Transforming society through Christ (etwa: „Die Gesellschaft durch Christus umformen“). Ein weiterer Slogan des ATM ist Put South Africans first!
Zu den Programmpunkten des ATM gehören
- die Wiedereinführung der Todesstrafe[6]
- die Anhebung der Mindestanforderungen zum Bestehen von Abschlussprüfungen in der Schule[7]

Der frühere Sprecher des Kabinetts, Mzwanele Manyi, ist policy chief des ATM. Er war ein Gefolgsmann Zumas. Das ATM wehrt sich dagegen, als Unterstützer Zumas gesehen zu werden.